# Marcel Barthel
Marcel Barthel (* 8. Juli 1990 in Pinneberg) ist ein deutscher Wrestler, der derzeit bei World Wrestling Entertainment (WWE) unter dem Namen Ludwig Kaiser unter Vertrag steht. In Europa ist er unter dem Ringnamen Axel Dieter Jr. bekannt, welcher sich von dem Namen seines Vaters – ebenfalls Wrestler – ableitet.

## Lebenslauf
Barthel wurde am 8. Juli 1990 als sechstes Kind des deutschen Wrestlers Axel Dieter Sr. geboren. Barthel entschied sich als einziges Kind von Axel Dieter Sr. für eine Karriere als professioneller Wrestler. Weil es im neuen Jahrtausend in Deutschland nur wenige Möglichkeiten gab, Wrestling professionell zu erlernen und auszuüben, fing Barthel auf Anraten seines Vaters an, Boxen zu trainieren, um allgemein im Kampfsport Fuß zu fassen. Mit 13 Jahren zog er mit seiner Familie nach Hannover. Dort widmete er sich dem Amateurringen.
Sein erstes Wrestling-Training absolvierte er in der Wrestlingschule von Christian Eckstein in Hannover. Nach seinem Realschulabschluss zog er mit 17 Jahren nach Hamburg. Dort setzte er sein Training unter Karsten Kretschmer fort, der sein Wrestling endgültig formte. Zu dieser Zeit entschied er sich, in Verehrung seines Vaters, für den Ringnamen Axel Dieter Jr.

## Wrestlingkarriere

### Anfänge
Seine Anfänge hatte er in Hamburg bei Nordish Fight Club (NFC), der Wrestlingschule von Karsten Kretschmer. Kretschmer organisierte regelmäßig Wrestlingshows in größeren Hallen inner- und außerhalb von Hamburg, unter dem Liganamen Nordic Championship Wrestling (NCW). Sein erstes Wrestlingmatch bestritt Barthel am 1. März 2008 mit 17 Jahren in der NFC gegen seinen Trainingspartner Da Mack, der ebenfalls sein erstes Wrestlingmatch bestritt. Dieses Match endete nach 15 Minuten mit einem Unentschieden.
Dadurch, dass er mit den NFC-Wrestlern auf Tour gehen durfte, bekam er auch die Möglichkeit, für die dänischen Wrestlingligen Premier Wrestling League (PWL)  und Dansk Wrestling (DW) anzutreten. In Dänemark verbuchte er auch seine ersten Siege, sodass ihn deutsche Ligen wie Catch Wrestling Norddeutschland (CWN) und Pro Wrestling Fighters (PWF) mehrmals im Monat für Matches buchten. Er trat anfangs überwiegend in Norddeutschland und Dänemark an, wo er und Da Mack das Tag Team Hot & Spicy bildeten. 2009 bot die US-amerikanische Wrestlingliga Total Nonstop Action Wrestling (TNA) während ihrer Deutschland-Tour ihm und anderen deutschen Wrestlern die Chance, sich in deren Veranstaltungen zu beweisen. Er trat am 30. September 2009 bei einer TNA-Houseshow in einem Match gegen Murat Bosporus an, welches er verlor.

### Westside Xtreme Wrestling und andere Ligen (2011–2017)
Seinen ersten Wrestlingtitel gewann Barthel bei Nordisch Fight Club (NFC). Dort sicherte er sich am 3. Dezember 2010 die NFC First Fighter Championship. Zudem gewann er am 8. Oktober 2011 bei Pro Wrestling Fighters (PWF) von Chaos die PWF North-European Championship. Die NFC First Fighter Championship konnte er 365 Tage halten, während er die PWF North-European Championship 483 Tage halten konnte.
Mit Da Mack bildete er das erfolgreiche Tag Team Hot & Spicy. Ihren ersten Titel gewannen sie bei der deutschen Wrestlingliga Westside Xtreme Wrestling (wXw). Dort gewannen sie am 16. November 2013 von The AUTsiders (Big Van Walter & Robert Dreissker) die wXw World Tag Team Championship. Den Titel konnten sie bis zum 15. März 2014 halten. Einen Tag später gewannen sie von Matt Striker und Trent den Titel zurück. Zudem gewannen sie eine Woche vorher am 8. März bei German Stampede Wrestling von The Decent Society (Crazy Sexy Mike & Salsakid Rambo) die GSW Tag Team Championship. Am 21. April 2017 verloren sie nach 1309-tägiger Titelregentschaft die EWP Tag Team Championship an Chris Colen und Matt Cross.
Auch als Einzelwrestler war Barthel erfolgreich. So gewann er am 22. Juni 2014 bei der englischen Wrestlingliga Great Bear Promotions (GBP) nach einem 12 Man Elimination Tag Team-Match als Lone Survivor die Great Bear Grand Championship . Am 10. Dezember 2016 gewann er von Marty Scurll die wXw Unified World Wrestling Championship. Den Titel verlor er am 11. März 2017 an Jurn Simmons. Sein letztes Match in der Independentszene bestritt er bei Westside Xtreme Wrestling am 30. April 2017 gegen Francis Kaspin. Westside Xtreme Wrestling veranstaltete eine Abschiedsveranstaltung für ihn. Zuvor hatte die Promotion am 9. April seinen Abschied verkündet. Durch seinen späteren Wechsel zu World Wrestling Entertainment gab er kampflos auch seine Great Bear Grand Championship ab.

### World Wrestling Entertainment (seit 2017)
Am 30. Juni 2017 gab die WWE die Verpflichtung von Barthel bekannt. Sein erstes Match in der WWE bestritt er acht Tage vorher unter seinem bürgerlichen Namen bei einer NXT-Houseshow gegen Roderick Strong. Am 8. August 2018 feierte Barthel erneut unter seinem bürgerlichen Namen sein TV-Debüt bei der WWE. Er bestritt bei NXT ein Match, welches er gegen Keith Lee verlor. In der Folge bildete er bei NXT ein Team mit Fabian Aichner. Seit 2019 gehört er zusammen mit Fabian Aichner, Alexander Wolfe und Walter zu dem Stable Imperium. Am 12. Januar 2020 bestritt er zusammen mit Aichner bei NXT:UK TakeOver: Blackpool II ein Fatal 4 Way Tag Team Ladder Match gegen Gallus Mark Coffey & Wolfgang, Grizzled Young Veterans James Drake & Zack Gibson und South Wales Subculture Morgan Webster & Mark Andrews um die NXT UK Tag Team Championship, dieses Match gewannen sie jedoch nicht. Am 13. Mai 2020 gewann er zusammen mit Aichner die NXT Tag Team Championship von Matt Riddle & Timothy Thatcher. Die Regentschaft hielt 105 Tage und sie verloren die Titel schlussendlich am 26. August 2020 an Breezango Fandango und Tyler Breeze. Am 26. Oktober 2021 gewannen sie erneut die NXT Tag Team Championship, hierfür besiegten sie MSK Wes Lee und Nash Carter. Die Regentschaft hielt 158 Tage und verloren die Titel, schlussendlich am 2. April 2022 bei NXT Stand & Deliver (2022) zurück an MSK Wes Lee und Nash Carter. Am 8. April 2022 debütierte er an der Seite von Gunther bei SmackDown und erhielt den Ringnamen Ludwig Kaiser. Am 28. April 2023 wurde er zu Raw gedraftet.

## Wrestlingerfolge
- European Wrestling Promotion
  - 1× EWP Tag Team Championship (mit Da Mack)

- Great Bear Promotions
  - 1× Great Bear Grand Championship

- German Stampede Wrestling
  - 1× GSW Tag Team Championship (mit Da Mack)

- Nordic Championship Wrestling
  - 1× NFC First Fighter Championship
  - 1× International NCW Cruiserweight Championship
  - First Fighter Tournament-Sieger (2010)

- Pro Wrestling Fighters
  - 1× PWF North-European Championship

- Westside Xtreme Wrestling
  - 1× wXw Unified World Wrestling Championship
  - 2× wXw World Tag Team Championship (mit Da Mack)
  - Mitteldeutschland-Cup-Sieger (2014)
  - Four-Nations-Cup-Sieger (2015)

- World Wrestling Entertainment
  - 2× NXT Tag Team Championship (mit Fabian Aichner)